# Vitalij Roman
Vitalij Vasyl'ovyč Roman (in ucraino Віталій Васильович Роман?; trasl. angl. Vitaliy Roman; Novyj Rozdil, 15 aprile 2003) è un calciatore ucraino, difensore del Ruch L'viv.

## Carriera

### Club
Cresciuto nel settore giovanile del Karpaty, ha esordito in prima squadra il 30 agosto 2020 nell'incontro di Coppa d'Ucraina perso 4-0 contro l'Epicentr. Nell'ottobre seguente, dopo aver giocato anche una partita nella seconda divisione ucraina, è stato acquistato a titolo definitivo dal Ruch L'viv, club di prima divisione, che lo ha assegnato alla propria formazione Under-19.
Promosso in prima squadra nell'estate del 2021, ha debuttato in prima divisione il 21 agosto nell'incontro perso 2-0 contro il Dnipro-1.

### Nazionale
Ha giocato con le nazionali giovanili ucraine Under-17, Under-19 ed Under-21.

## Statistiche

### Presenze e reti nei club
Statistiche aggiornate al 7 giugno 2025.
| Stagione        | Squadra         | Campionato      | Campionato | Campionato | Coppe nazionali | Coppe nazionali | Coppe nazionali | Coppe continentali | Coppe continentali | Coppe continentali | Altre coppe | Altre coppe | Altre coppe | Totale | Totale | Totale |
| Stagione        | Squadra         | Comp            | Pres       | Reti       | Comp            | Pres            | Reti            | Comp               | Pres               | Reti               | Comp        | Pres        | Reti        | Pres   | Reti   |        |
| --------------- | --------------- | --------------- | ---------- | ---------- | --------------- | --------------- | --------------- | ------------------ | ------------------ | ------------------ | ----------- | ----------- | ----------- | ------ | ------ | ------ |
| ago.-ott. 2020  | Karpaty         | 1L              | 1          | 0          | CU              | 1               | 0               | -                  | -                  | -                  | -           | -           | -           | 2      | 0      |        |
| 2021-2022       | Ruch L'viv      | PL              | 6          | 0          | CU              | 0               | 0               | -                  | -                  | -                  | -           | -           | -           | 6      | 0      |        |
| 2022-2023       | Ruch L'viv      | PL              | 23         | 0          | -               | -               | -               | -                  | -                  | -                  | -           | -           | -           | 23     | 0      |        |
| 2023-2024       | Ruch L'viv      | PL              | 27         | 0          | CU              | 0               | 0               | -                  | -                  | -                  | -           | -           | -           | 27     | 0      |        |
| 2024-2025       | Ruch L'viv      | PL              | 27         | 0          | CU              | 2               | 0               | -                  | -                  | -                  | -           | -           | -           | 29     | 0      |        |
| Totale carriera | Totale carriera | Totale carriera | 84         | 0          |                 | 3               | 0               |                    | -                  | -                  |             | -           | -           | 87     | 0      |        |